# Nabil Nicolas
Nabil Nicolas, né à Batroun, est un homme politique libanais.
Dentiste diplômé en France, il est proche du général Michel Aoun. Il quitte le Liban en 1990 et y retourne définitivement en 2005. Lors de son séjour en France, il coordonne de manière clandestine la diffusion des messages politiques de Michel Aoun, alors en exil.
Inconnu sur la scène politique locale, Michel Aoun le choisit pour être candidat du Courant patriotique libre au Metn[pas clair], lors des élections de 2005. Il gagne les élections, devançant plusieurs personnalités phares de la région, parmi lesquelles l'ancien ministre Pierre Amine Gemayel et le président du Mouvement du renouveau démocratique Nassib Lahoud. Il est réélu député en 2009 dans sa région du Metn.
Nabil Nicolas fait ensuite partie des "faucons"[réf. souhaitée] du Bloc de la réforme et du changement.